# Montigny-Lengrain
 Montigny-Lengrain  là một xã ở tỉnh Aisne, vùng Hauts-de-France thuộc miền bắc nước Pháp.